# 믹스더블 컬링
믹스더블 컬링(영어: Mixed Doubles Curling) 혹은 혼성 컬링은 컬링의 변형 종목으로 각 팀에서 2명만 출전한다. 믹스더블은 복식 컬링의 가장 흔한 방식이며, '믹스'의 의미는 각 팀이 남자 1인, 여자 1인으로 구성해야 함을 명시한다. 혹은 일반적인 4인 컬링에서 남자 2인, 여자 2인으로 구성되는 특별한 형식을 설명하는데 사용된다. 그리고, 소규모의 팀으로 더 신속하게 경기를 치를 수 있기 때문에, 많은 국가에서 국제 대회에 참가할 수 있는 기회를 제공했다.

## 역사
믹스더블 컬링은 2001년에 캐나다컬링협회의 워런 핸슨에 의해 고안되어, 첫 번째 컬링 컨티넨탈 컵을 위한 네 가지 변형 종목 중 하나로 선보였다.
제1회 세계 믹스더블 컬링 선수권 대회가 2008년에 열렸다. 스위스는 첫 10개 대회 중 6개 대회에서 우승했다. 그리고 러시아와 헝가리가 믹스더블 컬링 선수권 대회에서 첫 우승을 차지했고, 뉴질랜드, 프랑스, 오스트리아, 체코 등이 세계 컬링 첫 메달을 획득했다. 
국제 올림픽 위원회(IOC)는 2010년 동계 올림픽에 믹스더블 컬링 종목을 추가하려 했으나 최종적으로 추가하지 않으면서 올림픽에서 볼 수 없게 되었다. 8년 뒤, 2018년 동계 올림픽에서는 포함되면서 첫 올림픽 경기를 치렀다. 캐나다가 금메달, 스위스가 은메달, 러시아 출신 선수단이 동메달을 기록했다. 하지만, 러시아 출신 선수단의 알렉산드르 크루셸니츠키가 도핑을 한 것으로 확인되어 동메달이 박탈되고, 차순위인 노르웨이가 동메달을 승계 받았다. 

## 경기 방식
각 팀은 남자 1인, 여자 1인, 총 2인으로 구성되며 후보 선수 기용은 불가능하다. 또, 게임 시작부터 끝까지 두 선수가 경기하지 않으면 몰수패 처리된다. 점수 계산은 일반적인 컬링 경기와 동일하다. 한 경기는 총 8엔드 치러지며, 각 팀은 엔드 당 5개의 스톤을 투구한다. 특별하게 첫 스톤을 투구한 선수가 마지막 스톤을 투구해야 한다.

## 규칙 변경
- 2008년 : 세계 컬링 연맹이 제정한 믹스더블 컬링의 초기 규정.[5]

## 공인 대회
- 컬링 컨티넨탈 컵 - 2002년, 첫 믹스더블 컬링 대회[6]
- 미국 믹스더블 컬링 선수권 대회 - 2008년, 첫 대회[7]
- 세계 믹스더블 컬링 선수권 대회 - 2008년, 첫 대회[8]
- 캐나다 믹스더블 컬링 선수권 대회 - 2013년, 첫 대회[9]
- 동계 올림픽
  - 2018년 동계 올림픽 컬링 믹스더블 (첫 대회)[10]
  - 2022년 동계 올림픽 컬링 믹스더블

## 같이 보기
- 컬링
- 올림픽 컬링